# Lakeside (contea di San Patricio)
Lakeside è un comune degli Stati Uniti d'America, situato nello stato del Texas, nella contea di San Patricio.